# Radulphius strandi
Radulphius strandi is een spinnensoort uit de familie van de Cheiracanthiidae.
De wetenschappelijke naam van de soort werd in 1947 gepubliceerd door Lodovico di Caporiacco.